# Sărbători evreiești
Sărbătorile evreiești sunt sărbătorile consacrate de religia iudaică, comemorări religioase sau laice ale unor evenimente însemnate sau personalități din istoria evreilor și alte zile festive din viața poporului evreu în Israel și în Diaspora. În ebraică, sărbătorile și zilele festive, în funcție de natura lor, pot fi numite "yom tov" (zi bună) (idiș: yomtov), "hag" (plural: haghim) sau "moed" (plural: moadim). Yom tov (plural: yamim tovim) sunt sărbătorile în care munca este oprită.
Zilele în care se lucrează in timpul sărbătorilor Sukot și de Paște (Pesah) se numesc Hol haMoed.  
Originile diverselor sărbători evreiești pot fi găsite în poruncile biblice (mițvot), prescripțiile rabinice, și în istoria Israelului modern.
Principalul cuvânt ebraic pentru sărbătoare, hag, însemna – la început – cor de dans; acest nume scotea în evidență faptul că bucuria este caracteristica principală a majorității sărbătorilor israelite.
Ca și la celelalte popoare, cel mai vechi calendar al sărbătorilor în Israel era determinat de ciclul natural al anotimpurilor, iar specificul lor ulterior (cât privește obiectul și datarea lor mai precisă) era legat de anumite evenimente biblice memorabile. Este cazul Sărbătorii Paștelui și a Sărbătorii Azimilor: semnificația lor naturală și primordială a fost eclipsată mai apoi de mitul fondator al eliberării din Egipt și celebrării sale.
În același fel, semnificația naturală a Sărbătorii Corturilor, "Sukot" – sărbătoare de toamnă –, s-a estompat într-o anumită măsură.
Sărbătoarea Săptămânilor sau a Primițiilor recoltei (Pentecoste = 50 de zile după Paști) a păstrat semnificația originară de sărbătoare de mulțumire, de recunoștință pentru recoltă.
O trăsătură importantă a calendarului sărbătorilor evreiești este importanța dată numărului de „7”. Sabatul era și este celebrat o dată la fiecare șapte zile; luna nouă a celei de-a șaptea luni era celebrată cu solemnitatea cea mai mare (cf. Levitic 23,24u.; Numeri 29,1-6; Nehemia 8,2-9); Anul sabatic era prăznuit la fiecare șapte ani iar Anul jubiliar la fiecare 50 de ani (7x7).
Sărbătoarea Pentecoste cădea la 7 săptămâni după Paști; Sărbătoarea Paștelui unită cu cea a Azimilor dura 7 zile. Același lucru se întâmpla și cu Sărbătoarea Corturilor. Marea zi a ispășirii și Sărbătoarea Corturilor cădeau  în cea de-a șaptea lună.
Sărbătorile erau celebrate, de obicei, prin odihnă (repaus) și prin vizită la sanctuar (cf. Exod 20,10; Levitic 32,3.31.ș.a.) Legea a poruncit expres că fiecare om trebuie să apară înaintea Domnului în cele trei mari sărbători ale anului (cf. Exod 23,14-17; 34,23; Deuteronom 16,16ș.a.). această lege devenea obligatorie începând cu cel de-al 12-lea an de viață (cf. Luca 2,42); mai târziu însă rabinii au precizat o vârstă mai mare.

## Sărbătoarea - bucurie în cinstea Domnului
Anul ebraic a fost marcat încă de la început de celebrarea marilor „sărbători în cinstea Domnului”. Unele dintre acestea coincideau cu schimbarea anotimpurilor și aminteau poporului providența constantă a lui YHWH în favoarea poporului său. Aceste timpuri speciale ofereau poporului ocazia de a restitui Domnului ceva în semn simbolic din tot ceea ce mâna sa milostivă a dat „oamenilor asupra cărora El binevoiește”. Alte sărbători comemorau marile evenimente ale istoriei lui Israel, ocaziile în care YHWH a intervenit cu puterea sa ca să elibereze poporul din diferite tipuri de sclavii. Ele puteau fi zile de mare bucurie și de împărtășire: poporul se bucura de darurile pe care i le-a dat bunăvoința divină și, în același timp, zile în care comunitatea de credință se aduna cu demnitate să ceară iertare și purificare de păcate.
Nu era suficient ca poporul să observe aceste zile de sărbătoare pe plan pur formal și ritual. Profeții au avut cuvinte de foc împotriva acelora care le reduceau la acest nivel. Marile sărbători urmăreau o finalitate spirituală (aveau un scop spiritual), întrucât voiau să fie un moment de întâlnire solemnă și intensă între YHWH și poporul său.
Foarte posibil să fi existat mul mai multe sărbători locale (cf. Judecători, 21,21); însă de trei ori pe an, toți fiii lui Israel trebuiau să participe la marile celebrări naționale:

### Paștele
Paștele și Sărbătoarea Azimilor (Exod 12,1-20; 23,15). Aceste două sărbători, care conțineau elemente pastorale și agricole, erau celebrate împreună în amintirea eliberării lui Moise din Egipt (Exod cap: 11-12). Sărbătoarea începea în ziua a 14-a a „primei luni”: Nisan și durau o săptămână.

### Sărbătoarea Săptămânilor
Sărbătoarea Săptămânilor sau Sărbătoarea Recoltei (Exod 23,16; Levitic 23,15-21). Cunoscută mai mult cu numele de Șavuot, este celebrată 50 de zile după începutul Paștelui. În mod esențial, este o sărbătoare agricolă, în care sunt oferite Domnului primițiile recoltei.

### Sucot
Sărbătoarea Corturilor (Exod 23,16; Levitic 23, 33-43). Sărbătoare de toamnă, celebrată la sfârșitul recoltei. Poporul trăia 7 zile în corturi confecționate din ramuri. Și în cazul acestei celebrări este vorba de o sărbătoare esențial agricolă de mulțumire, dar ea mai amintea și zilele peregrinării și șederii poporului în corturi în timpul peregrinării în Pustiul Sinai (Levitic 23,43).
Aceste trei sărbători erau sfinte, zile în care poporul se abținea de la activitățile obișnuite. Celelalte sărbători erau – într-un fel sau altul – în legătură cu aceste trei mari și solemne sărbători: de remarcat și faptul că toate aceste sărbători sunt în număr de „7” (3+4).

### Sabat

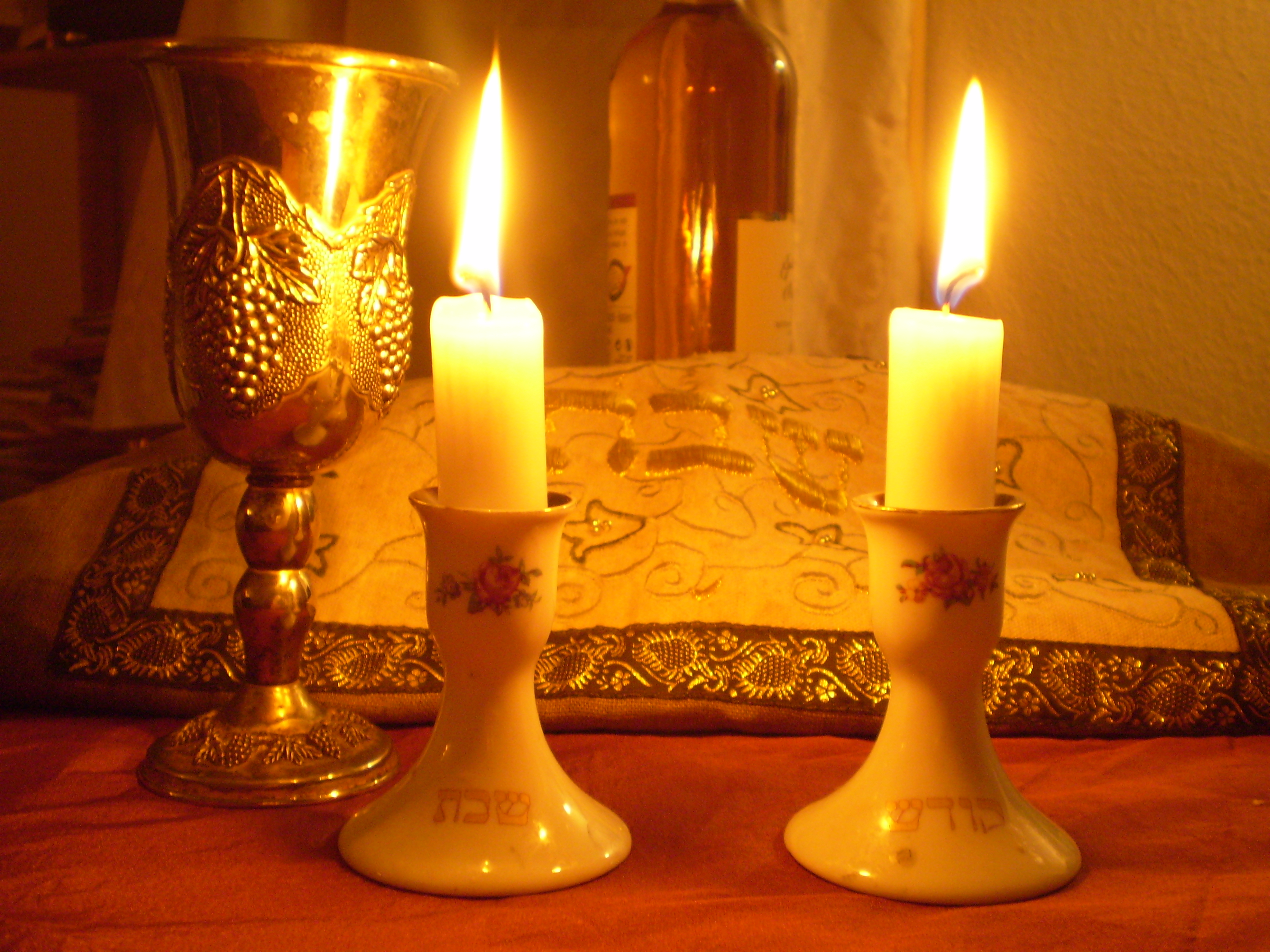
Lumânări Sabat și Cupa kiddush

Sabatul (Sâmbăta). În cea de-a 7-a zi toate muncile erau absolut interzise iar oferta zilnică de sacrificii era dublată. Sabatul amintea desăvârșirea operei de creație făptuită de YHWH (cf. Exod 20,11), eliberarea din Egipt (Deuteronomiu 5,15) ca și trebuința naturală a omului de a se odihni și mai ales de a-și tempera relația cu ceea ce era doar creat (Exod 23,12). După exil normele observării Sabatului au devenit și mai rigide (Nehemia 13,15-22) și au constituit una din trăsăturile caracteristice ale Iudaismului.
Legea evreiască (halacha) acordă Sabatului (שבת) statutul de sărbătoare, o zi de odihnă sărbătorită în a șaptea zi a fiecărei săptămâni. Legea evreiască definește o zi în care se termină fie la apus, fie la seară, atunci când începe a doua zi. Prin urmare,
- Sabatul începe chiar înainte de apusul soarelui, vineri seara. Începerea sa este marcată de aprinderea lumânărilor Sabat și recitarea lui Kiddush deasupra unei cupe cu vin; și
- Sabatul se termină la căderea nopții în noaptea de sâmbătă. Încheierea sa este marcată de rugăciunea cunoscută sub numele de Havdalah.

Ritualurile și obiceiurile fundamentale ale lui Shabbat includ:
- Citirea porțiunii Săptămânale - pericopa săptămânii Tora
- Abreviere la Amidah în cele trei servicii zilnice obișnuite pentru a elimina cererile pentru nevoile de zi cu zi
- Adăugarea unui serviciu musaf la serviciile de rugăciune zilnică
- Bucuria de trei mese, deseori pregătite sau ritualizate, pe parcursul zilei
- Interzicerea muncilor

### Luna nouă
Luna nouă Deseori menționată împreună cu Sabatul (de exemplu: Isaia 1,13), era caracterizată de sacrificii specifice (cf. Numeri 28,11-15) și de sunetul trâmbițelor (cf. Numeri 10,10). În timpurile mai vechi era însoțită și de banchete speciale și de sacrificii familiale (cf. 1 Samuel 20,5.24), uneori, pe timpul celebrării ei erau consultați și profeții (cf. 2 Regi 4,23). Cu ocazia Lunii noi din luna a 7-a era celebrată o „sărbătoare a trâmbițelor” specială (cf. Numeri 29,1).

### Anul sabatic
Anul sabatic. Prin lege pământul era lăsat să „se odihnească”la fiecare 7 ani odată (cf. Levitic 25,1-7), dar odată la 50 de ani (7x7) era „Anul jubiliar” (cf. Levitic 25,8-34): în acel an pământurile ipotecate erau restituite proprietarilor lor dinainte iar sclavii (cel puțin cei evrei) erau eliberați.

### Roș Hașaná (Anul Nou)
Roș HaȘaná  (literal "Capul anului") este Anul Nou evreiesc.

### Iom Kipur
Ziua Ispășirii (Levitic 16). În cea de-a 10-a zi a celei de-a 7-a luni era celebrată o sărbătoare anuală specială, însoțită de mărturisirea și ispășirea păcatelor.
Mai erau celebrate și alte sărbători, care nu sunt menționate în legile din Pentateuh. Una dintre ele era Purim, care comemora eliberarea evreilor de planul ucigaș al lui Haman (cf. Estera cap. 9); o altă sărbătoare – instituită mulți ani mai târziu – era [Sărbătoarea inaugurarii -Hanuka  - care celebra purificarea Templului după profanarea pe care a suferit-o din partea lui Antioh Epifanul în anul 168 î.e.c. (cf. Ioan 10,22).
Yom Kippur este considerată de evrei ca cea mai solemnă zi a anului. Tema sa centrală este ispășirea și reconcilierea. Posibilitățile de alimentație, de băut, de îmbăiere, de ungere cu ulei, sau relații sexuale sunt interzise. Postul începe de la apusul de soare și se încheie după căderea nopții în ziua următoare. Serviciul divin de Yom Kippur începe cu rugăciunea cunoscută sub numele de "Kol Nidrei", care trebuie să fie recitat înainte de apus. (Kol Nidrei, din arameică "toate jurămintele", este un act de anulare publică a jurămintelor religioase făcute de evrei în timpul anului precedent. Aceasta se referă numai la nerealizarea jurămintelor făcute între o persoană și Dumnezeu, și nu anulează sau eliberează orice jurăminte făcute între oameni. )

### Lag B'Omer
Este cea de-a 33-a zi de când se număra Omer. Este o sărbătoare veselă care povestește faptele rabinului Akiva, ale rabinului Shimon bar Yochai și Bar Kochba în încercarea lor de a câștiga independenta și suveranitatea evreilor din Israel față de romani. Se obișnuiește sa se facă focuri de tabără și să se cânte.

### Yom Hashoa
Yom Hashoa este Ziua Memorială a Holocaustului, când evreii își amintesc de milioanele de oameni uciși în Holocaust. În Israel, o sirena suna timp de două minute la ora 11; atunci toată lumea se oprește din lucru și păstrează un moment de liniște.